# Hanne Hogness
Hanne Hogness   (Trondheim, 16 de febrer de 1967) és una exjugadora d'handbol noruega que va competir durant les dècades de 1980 i 1990.
El 1988 va prendre part en els Jocs Olímpics de Seül, on guanyà la medalla de plata en la competició d'handbol. Quatre anys més tard, als Jocs de Barcelona, revalidà la medalla de plata. En el seu palmarès també destaca una medalla de bronze al campionat del món d'handbol de 1986. Entre 1986 i 1994 jugà un total de 186 partits i marcà 378 gols amb la selecció nacional.
A nivell de clubs jugà al Sverresborg IF.